# Yanahuara
Yanahuara (Yanaguara) /dolazi od quechua yanawara =“black breechclout”), indijansko pleme koje je živjelo na području stare istoimene provincije, zapadno od Cuzca, danas je to distrikt u regiji Arequipa a domoroci ga nazivuju Kjanachuara. Njihov jezik klasificira se porodici quechua
Yanahuare su imali privilegije Inka (Poma 1936, str. 85, 337) nakon što je njihovu zemlju osvojio Capac Yupanqui. Jezik je pripadao porodici quechua.